# Draconus
Draconus è un videogioco a piattaforme pubblicato dalla Zeppelin Games con la sua etichetta secondaria Cognito nel 1988 per Atari 8-bit, Commodore 64 e ZX Spectrum.
Il protagonista è un uomo rettile armato di pugni e di soffio infuocato, in grado successivamente di trasformarsi anche in creatura acquatica.
In Cile vennero prodotti tre seguiti non ufficiali di Draconus per Atari 8-bit tramite hack.

## Trama
In un mondo alieno, l'uomo rettile Frognum deve sconfiggere la tirannia della Bestia. Affronta un complesso labirintico infestato da varie creature animalesche e da sostanze mollicce gocciolanti e rimbalzanti. Frognum potrà fare uso di diverse magie e all'occorrenza trasformarsi in Draconewt, un quadrupede acquatico. Nella scena finale affronterà direttamente la Bestia.

## Modalità di gioco
Il protagonista deve esplorare un labirinto bidimensionale multischermo, con stanze a piattaforme. Lo scenario è l'interno di un'enorme struttura con atmosfera gotica.
Frognum può camminare a destra e sinistra, saltare, accovacciarsi, dare pugni (o in versione Commodore 64 sembrano più artigliate) da in piedi, e soffiare fiammate a breve raggio da in piedi o da accovacciato. Le fiammate sono disponibili in quantità limitata. Quando è sott'acqua, trasformato in Draconewt, può nuotare in tutte le direzioni e soffiare getti d'acqua simili alle fiammate, ma illimitati.
Lo scenario è popolato da creature ostili, come ratti giganti, pipistrelli, pesci e altre più indefinite, che di solito si muovono in modo ripetitivo. Si perde energia vitale al contatto con i nemici o, nel caso di Frognum, con le cadute da grandi altezze o nell'acqua. Frognum e Draconewt hanno energie vitali distinte. Si dispone di più vite e quando se ne perde una si riparte dalla posizione iniziale (ma i nemici uccisi restano uccisi), oppure dall'ultima delle lastre checkpoint sulle quali Frognum è passato.
In giro si trovano, da raccogliere, ricariche delle fiammate e dell'energia. Ci sono poi alcuni oggetti speciali unici; in particolare solo dopo aver ottenuto la "morfospirale" è possibile la trasformazione in Draconewt e viceversa, quando ci si trova sopra o sotto una "morfolastra", punto di passaggio tra aria e acqua. Altri oggetti sono lo scudo anticaduta, la bacchetta che permette di sparare magie a lungo raggio, e l'occhio di drago che fa sparire certi ostacoli illusori. Quando questi oggetti vengono raccolti, compaiono a video spiegazioni testuali (in inglese) sul loro effetto.
In fondo allo schermo, o sulla destra nella versione ZX Spectrum, vengono mostrati gli oggetti magici ottenuti, insieme a due pergamene che cambiando colore rappresentano l'energia vitale dei due personaggi.

## Accoglienza
Draconus fu pubblicato a basso prezzo e fu accolto molto bene dalla critica dell'epoca, in tutte le versioni, anche considerando l'alta qualità rispetto ai prodotti tipici della fascia economica.
La versione Commodore 64 fu votata 92% dalla rivista Zzap!, con apprezzamenti da tutti i punti di vista. Commodore Computing International le assegnò 8/10. Aktueller Software Markt dichiarò che era un hit (grande successo), molto curato sebbene il sistema di controllo non sia molto preciso. 64'er invece diede un giudizio nella norma, ritenendolo ben fatto graficamente, ma carente di originalità e di sonoro.
Il gioco per Atari 8-bit è stato per due volte alla prima posizione nella Top Ten dei lettori della rivista tedesca Atari Magazin.
Secondo The Games Machine era ottimo e anche migliore della versione Commodore 64.
La versione ZX Spectrum ricevette giudizi di ben 94% da Sinclair User, delusa soltanto dal poco sonoro, e 90% da Crash. Your Sinclair diede un voto molto negativo perché sosteneva che non funzionasse la trasformazione del personaggio, cosa che tuttavia non ha altri riscontri; se si esclude tale ipotetico problema, anche questa rivista apprezzò molto il gioco.